# 阿萨德·本·阿卜杜拉·盖斯里
阿萨德·本·阿卜杜拉·盖斯里（阿拉伯语：‎，转写：Asad ibn ʿAbd Allāh al-Qasri，？—738年）是倭马亚王朝的将领，哈里发希沙姆在位期间（724－743年）两度担任呼罗珊总督（即埃米尔，724－727年及734－738年任职，中国古籍曾称之为“大食东面将军呼逻散诃密”），738年卒于任上。
他出身阿拉伯豪族，其兄弟哈立德·盖斯里在希沙姆时被任命为伊拉克总督（724－738年），此时正值呼罗珊的阿拉伯军队在724年著名的“渴水日之战”中在河中地区与突骑施交战而遭遇惨败，前任总督因而被解职，哈立德任命阿萨德接任呼罗珊总督。他上任后，促使当地粟特人和穆斯林统治者开始和解，并进行税收改革以平息当地新改信伊斯兰教者（马瓦里）的不满，并与本地贵族保持良好关系，在他的影响下，这些贵族开始皈依伊斯兰教。这次在任期间，他避免与突骑施直接交战，只征伐反叛的本地君主。
727年，他因惹怒了几大部落领袖而被解职，之后的总督们并不遵行他的政策，导致反抗阿拉伯人的大起义爆发，雪上加霜的是，阿拉伯军在731年的“隘路之战”中再次被突骑施打得损失惨重，阿拉伯人在河中的统治近于完全崩溃，阿拉伯将领哈里斯·本·苏赖杰也在呼罗珊本部举兵叛乱。734年下半年，阿萨德再次被任命为呼罗珊总督，他带来的生力军于735－736年镇压了哈里斯的叛乱，但哈里斯本人逃脱。随后阿萨德又联系唐朝，商议共同攻击突骑施，唐军后未行。737年，他率军进攻骨咄，引得突骑施可汗苏禄亲自来攻，尽管阿拉伯军在首战“辎重之战”中失败，突骑施甚至攻入呼罗珊，但阿萨德在第二战喀里斯坦之战中大败突骑施军，逆转了中亚局势。阿萨德虽此后不久（738年2月）去世，但他的成功已极大稳固了阿拉伯人对河中的统治，突骑施汗苏禄败回本国后，内部矛盾凸显，不久被莫贺达干杀死，突骑施受到唐军攻击，很快衰落崩溃。另外，阿萨德的和解政策也为河中人接受穆斯林统治，最终伊斯兰化奠定了基础。

## 出身
阿萨德出身盖斯尔（Qasr）氏族，该氏族是贝吉莱部落的一个分支。据说他的曾祖父阿萨德·本·库尔兹·盖斯里（Asad ibn Kurz al-Qasri）在穆罕默德的时代是贝吉莱部落的酋长，并被视作圣伴（萨哈巴）之一。但也有记载称这个阿萨德是个犹太人，还是逃亡的奴隶。阿萨德的祖父耶齐德（Yazid ibn Asad al-Qasri）在伊斯兰教第一次内战中很早加入倭马亚阵营，发挥了重要作用；而阿萨德的父亲阿卜杜拉（Abdallah ibn Yazid al-Qasri）在伊斯兰教第二次内战中转而支持穆萨布·本·左拜尔，不过后来被哈里发阿卜杜勒·马利克（685-705年在位）赦免。

## 第一次任呼罗珊总督

呼罗珊、河中、吐火罗地区

724年，刚刚继位的哈里发希沙姆（724-743年在位）任命阿萨德的兄弟哈立德·盖斯里为伊拉克总督，并赋予他管辖整个阿拉伯帝国东部的权力，哈立德一直保有这一地位直到738年。得到权力后，哈立德随即任命阿萨德为呼罗珊总督，当代学者帕特丽夏·克罗内称赞二人“可列马尔万支系时代最杰出人物之列”。阿萨德到达呼罗珊后，发现该省正陷入混乱：前任总督穆斯林·本·赛义德·基莱比不久前向拔汗那（费尔干纳）发起进攻，但却在“渴水日之战”中被突骑施打得大败，河中地区的粟特君主们随即起来反抗穆斯林的统治。
吉布认为，穆斯林的这次失败“标志着阿拉伯征服的一个新时期到来，这次进攻后十五年中，穆斯林都没有再远征河中，更重要的是，阿拉伯人的威望因此受损，当地君主转而反抗阿拉伯人，使得后者落入守势，逐渐被赶出乌浒水（阿姆河）北岸”。这种情况下，阿萨德致力于稳固统治，重点加强对诸小邦君主的控制，不随意发动进攻，避免与突骑施直接交战。伊斯兰纪元107年（725-726年），阿萨德首先征讨加尔希斯坦（位于赫拉特东北）的国王奈姆伦（Namrun），强迫他屈服，皈依伊斯兰教，之后又进攻阿富汗中部的古尔，次年，又进攻吐火罗地区的骨咄，但其君主赛贝尔（al-Sabal）向突骑施的苏禄可汗（716-738年在位）求助，可汗亲自到达骨咄，关于接下来的战事有两种记载，一种称阿萨德撤到乌浒水南岸，在次年与突骑施在古尔交战并取胜，另一种说法则称阿拉伯军再次被突骑施打得惨败。无论如何，阿萨德的这一系列进攻效果有限，没能限制突骑施势力的发展，在当地君主的支持下，突骑施似乎能把阿拉伯人赶出乌浒水以北之地。
组织作战的同时，阿萨德也尝试改善与当地人的关系，希望让他们不要支持突骑施。他继续前任总督的政策，任命诚实可信的人担任财政官员，下令停止对当地新改信伊斯兰教者（马瓦里）收取吉兹亚（人头税）以消除对他们的制度歧视，不过这一政策也引起了定居呼罗珊的阿拉伯人的强烈不满。现代史家哈立德·叶海亚·布兰金希普认为，这一政策“通过使河中粟特人站在穆斯林一边，可以在数年中打压突骑施的气焰”。阿萨德凭这种政策与本地伊朗地主阶级（德赫甘）建立了良好关系，在当地的贵人中，有一位名叫萨曼·胡达，他是萨曼王朝的先祖，据说他就是在阿萨德的劝说下改信伊斯兰教，为此他将自己的长子命名为阿萨德以示纪念。虽然上层因改革而相对满意，但税收对于普通民众们来说仍是极大的负担，阿拉伯及伊朗裔税吏们的横征暴敛使得什叶派和阿拔斯派宣传者在呼罗珊很受欢迎。

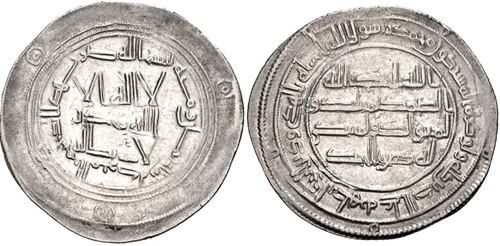
伊斯兰历108年（726-727年）在缚喝铸造的，印有哈里发希沙姆之名的第尔汗银币

726年，阿萨德重建了当初因叛乱被阿拉伯总督屈底波摧毁的缚喝（巴尔赫）城，并将当地的阿拉伯驻军从附近的巴鲁汉（Barukhan）迁到城中。据说他还在内沙布尔附近建造了阿萨德巴德（Asadabad）村，直到塔希尔王朝（820-872年）时代，他的后代一直是该村的领主。他还恢复了遣使唐朝的政策，这明显也与突骑施的威胁有关，因为突骑施是唐朝的藩属，且被河中诸国视为是中国皇帝的代理人，被赋予了对抗阿拉伯人的任务，不过王小甫认为，唐廷实际并没有支持苏禄抗击大食；据薛宗正推测，725年秋，安西都护杜暹扣留突骑施使者，苏禄攻击四镇之事，可能就与阿萨德派遣的使者有关。
伊斯兰历109年的斋月（727年12月-728年1月），阿萨德在盛怒之下公开鞭打了在呼罗珊最有势力的四个阿拉伯部落（埃赫勒·阿里耶赫部落（Ahl al-Aliyah）、 艾兹德部落、台米木部落、贝克尔部落）的首领，哈里发希沙姆因此将他解职。阿萨德任命哈卡姆·本·埃瓦奈代理事务，自己回到伊拉克，投奔兄弟哈立德。

## 第二次任呼罗珊总督

### 哈里斯叛乱
接替阿萨德任总督的是阿什雷斯·本·阿卜杜拉·苏莱米（Ashras ibn Abdallah al-Sulami，727-730年在任），他一开始继续了阿萨德的和解政策，但很快将其抛弃，导致整个河中地区一齐起来反抗，突骑施也趁机进攻，阿拉伯人只能保守飒秣建（康国，即撒马尔罕）及附近地区。阿什雷斯至少能夺回捕喝（安国，即布哈拉），下一任总督朱奈德·本·阿卜杜拉赫曼·穆尔里（Al-Junayd ibn Abd al-Rahman al-Murri）则在731年的“隘路之战”中与突骑施军交战失利，惨重的损失几乎使呼罗珊驻军崩溃。734年朱奈德去世时，穆斯林在中亚的领地只剩下捕喝城及吐火罗的一部分。军事的失败，对倭马亚中央政府的长期怨恨，以及朱奈德在733年饥荒中强征粮食的行为激起了将领哈里斯·本·苏赖杰的不满，他于734年初举兵叛乱。阿拉伯人和当地君主们纷纷起来支持叛乱，尤其是之前一直驯服的吐火罗邦君们，叛军很快就攻占了缚喝。朱奈德的继任者阿西姆·本·阿卜杜拉·希莱利（Asim ibn Abdallah al-Hilali）成功抵挡了哈里斯对呼罗珊首府木鹿的进攻，双方开始谈判。阿西姆的处境仍很危险，他是个叙利亚人，很难强迫呼罗珊驻军与他们的同胞作战，因此他请求哈里发再次将呼罗珊置于伊拉克总督治下，任命新的总督，并派叙利亚（沙姆）的生力军前来支援。希沙姆接受了他的请求，指示伊拉克总督哈立德再次派他的兄弟阿萨德前去呼罗珊任总督。735年初，阿西姆与哈里斯暂时停战，甚至承诺会支持后者向哈里发提出的诉求，这或许是为阿萨德的到来而拖延时间，也可能是他受到了木鹿城中同情叛乱者的影响。
据11世纪史家加尔迪齐记载，阿萨德随后带着2万叙利亚士兵前来，接管了呼罗珊的政权。他以贪污和不与叛军作战为由逮捕了阿西姆，并立即开始进攻叛军。他在与哈里斯的一系列战斗中占了上风，但自己也损失不小，他的胜利源于他与呼罗珊的阿拉伯军诸部落关系较好，且部落内斗也帮了他的忙：阿萨德属于南阿拉伯的也门诸部落系统，而哈里斯属于北部阿拉伯人中的穆达尔部族系统，双方之间有着长期的仇恨，阿萨德可以号召哈里斯阵营中同属也门系统的部族叛变，比如赖比尔部落的大部分人就很快投奔阿萨德，这一部族既是也门部族的一支，也是哈里斯个人出身的台米木部落（属穆达尔部族）的传统死敌。阿萨德兵分两路，派阿卜杜拉赫曼·本·奈尤姆（Abd al-Rahman ibn Na'yum）率叙利亚士兵和库法士兵前往哈里斯主力所在的木鹿鲁兹，他本人则率巴士拉士兵和剩余的呼罗珊驻军前往进攻阿穆勒（Amul）和宰姆（Zamm）两个堡垒。阿穆勒的守军很快投降，并被赦免，缚喝很快也投降，哈里斯放弃木鹿鲁兹，赶在阿卜杜拉赫曼之前渡过乌浒水，在吐火罗小邦君主处避难。在这些邦君的帮助下，他得以围攻乌浒水的重要渡口呾蜜（一名呾满，今铁尔米兹），阿萨德的部队被阻挡而无法过河，撤回缚喝，不过呾蜜的驻军成功击退了哈里斯的进攻，迫使他退到拔特山（今巴达赫尚）一带。阿萨德不久后承诺赦免宰姆的守军，并给予他们双倍报酬，使得他们献城投降，随后他对飒秣建（撒马尔罕）发起远征，但没能攻下城市，破坏该城的灌溉系统后撤军。

### 联系唐朝，大破突骑施
733年-736年任唐同平章事（宰相）的张九龄代玄宗撰写的一些敕书及个人奏状得以保存下来，反映了唐朝与阿拉伯人合作的情况。734年（開元二十二年），北庭都护刘涣袭杀突骑施使者，双方关系破裂，尽管玄宗处死刘涣并传其首于苏禄可汗，后者还是对安西发起进攻，还与吐蕃有所接近，这种情况下，唐朝决定攻灭突骑施，除自己发兵外，指示河西节度牛仙客遣使与大食（阿拉伯）商议从叶护、勃达岭两路出兵进攻突骑施之事。735年夏秋之际，使者张舒耀返回，带回了大食东面将军呼逻散诃密（呼罗珊埃米尔），也就是阿萨德的“上表”，他答应第二年四月（736年5月）出兵，玄宗表示赞许：
（大食）此雖遠蕃，亦是強國，觀其意理，似存信義。若四月出兵是實，卿彼已合知之，還須量意，與其相應，使知此者計會，不是空言。且突騎施負恩，為天所棄，訶密若能助國，破此寇讎，錄其遠勞，即合優賞。但未知事實，不可虛行，卿可觀察蕃情，頗有定否，即須隨事慰接，令彼知之。——《全唐文·卷二八五·敕安西節度王斛斯書》
736年，阿萨德率军进攻吐火罗群山中残余的哈里斯支持者，叛乱者中的许多人，包括哈里斯的一些亲属困守于塔布什汉城堡（Tabushkhan）中，阿萨德的部将朱代·基尔迈尼（Juday al-Kirmani）率6千士兵围攻该城，后守军投降。塔巴里记载，守军中400人被处决，其余包括妇女和小孩在内的人都被卖为奴隶。同年中，阿萨德把呼罗珊的首府迁到缚喝，这一决定受到了几个因素的影响：缚喝在前伊斯兰时代就是吐火罗地区的中心，在当地人的眼里有着特殊地位；它的位置有利于下一步军事行动（王小甫认为，这就是答应与唐共击苏禄的表现）；它由更可靠的叙利亚士兵控制，原首府木鹿则是呼罗珊诸阿拉伯部落争斗的中心。与此同时，阿萨德抓捕并钉死了凯塞尼泰派在呼罗珊的一个领袖阿马尔·本·耶齐德（Ammar ibn Yazid）。
当年5-6月，阿萨德出兵吐火罗叶护领地，杀死了时任叶护，这可能就是他履约进攻突骑施的表现；但当时唐军因吐蕃入侵西域而无法出兵响应，不过唐朝也拒绝了苏禄的求和。
737年，阿萨德带兵北渡乌浒水进攻骨咄，以惩罚该国支持哈里斯，并与突骑施结盟的行为。阿萨德攻占几个堡垒，大肆劫掠，使得骨咄王伊本·塞伊吉（Ibn al-Sa'iji）向突骑施可汗苏禄求援。突骑施大军很快到达，使得分散为小股在乡间抢劫的阿拉伯军队陷入慌乱，急匆匆地撤回乌浒水以南。突骑施军紧随其后，在“辎重之战”中消灭了阿拉伯军的辎重车队。阿萨德及时赶到，挽救了残余的辎重部队，之后双方都停止进攻，准备过冬。但出乎阿拉伯人意料的是，苏禄并没有返回北方，而是选择留在呼罗珊，之前叛乱的哈里斯也加入了他的阵营。哈里斯建议苏禄利用阿拉伯军分散到冬季营地的机会进攻，当年12月初，3万突骑施军开始进发，几乎所有的河中、吐火罗小国都加入了突骑施阵营，他们绕过缚喝，前往护时健，试图鼓动下吐火罗的嚈噠君主们也反抗阿拉伯人。但他们的努力失败了，护时健王坚持站在阿萨德一边，后者此时已尽力集结了军队，前来再次与苏禄交战。阿萨德的进攻打得苏禄措手不及，双方在喀里斯坦（Kharistan，今迈马纳附近）相遇，当时苏禄和哈里斯身边只有4千士兵，剩下的人都在各处劫掠、寻找给养。双方随后大战，史称喀里斯坦之战，突骑施军队惨败，苏禄和哈里斯险些丧命，很快逃到乌浒水以北，分散的突骑施小部队大多被阿萨德的部将朱代·基尔迈尼（Juday al-Kirmani）消灭，结束了他们对呼罗珊的威胁。
击败突骑施后，阿萨德遣军攻打巴德尔达干（Badr Tarkhan），他可能来自帆延（一名梵衍那，今巴米扬），之前乘乱占领了骨咄。这次远征很成功，骨咄重回阿拉伯统治。738年2月，短暂生病后，阿萨德在缚喝去世，贾法尔·本·汉泽莱·巴哈拉尼（Ja'far ibn Hanzala al-Bahrani）暂时代理总督职务，7月，新总督奈斯尔·本·赛雅尔上任。

## 影响
阿萨德在其第二个任期内发挥了很重要的作用，他在喀里斯坦的胜利使得穆斯林在中亚的统治免于崩溃，终结了突骑施对呼罗珊和河中的威胁。吉布写道：“（这次胜利）不仅是阿拉伯人在中亚的命运转折点，还是突骑施力量崩溃的标志”。苏禄的战败严重损害了他的声望，中国史籍写他“晚年病风，一手挛缩，诸部离心”，突骑施的内部矛盾爆发，738年初，他被莫贺达干杀害，唐朝可能也参与此事。突骑施陷入内战，又遭到唐朝的大举征伐（盖嘉运，739年），很快衰微，穆斯林在河中地区再也没有强敌。另外，阿萨德与中亚的上层贵族保有良好关系，加强了他们与阿拉伯政权的联系，按吉布的说法：“他能够将下吐火罗和嚈噠地区的许多重要人物吸引到他这一边——这主要是源于他在突骑施身上取得的胜利”。他的影响力使得几个当地贵族皈依伊斯兰教，包括萨曼王朝的先祖萨曼·胡达，可能还有在阿拔斯时期据有重要地位的巴尔马克家族。吉布还认为他开始了阿拉伯人与当地人的和解进程，尽管在他的时代，这种和解还只限于阿拉伯统治区的上层阶级。他的这种功绩得到了后人的积极评价，10世纪的捕喝（布哈拉）史家纳尔沙希就在其作品中赞扬了阿萨德。他的接任者奈斯尔·本·赛雅尔在他的成就的基础上，重新征服了河中地区的大部分；751年，阿拉伯军在怛罗斯之战击败唐军，随着安史之乱爆发后唐朝势力的撤出，穆斯林在中亚西部的统治彻底稳固下来。

## 脚注
1. 1 2  Crone 1980，第102頁.
2. ↑  Hawting 1971，第925–926頁.
3. ↑  Gibb 1960，第684頁.
4. ↑  Blankinship 1994，第125–127頁.
5. ↑  Gibb 1923，第65–66頁.
6. ↑  Gibb 1923，第66頁.
7. ↑  Blankinship 1994，第123頁.
8. ↑  Blankinship 1989，第25–26頁.
9. ↑  季羡林 2000，第111頁
10. ↑  Blankinship 1989，第30–32, 34頁.
11. 1 2  Blankinship 1994，第127頁.
12. ↑  Gibb 1923，第68頁.
13. ↑  Gibb 1923，第67頁.
14. 1 2  Gibb 1960，第685頁.
15. ↑  Frye 1975，第136頁.
16. ↑  Gibb 1923，第68–69頁.
17. ↑  Gibb 1960，第684–685頁.
18. ↑  Blankinship 1989，第26–27頁.
19. ↑  Gibb 1923，第66–68頁.
20. ↑  王小甫 1992，第177頁.
21. ↑  薛宗正 1992，第674頁
22. ↑  Blankinship 1989，第35–38頁.
23. ↑  Blankinship 1994，第127–128頁.
24. ↑  Gibb 1923，第69–72頁.
25. ↑  Blankinship 1994，第155–161頁.
26. ↑  Gibb 1923，第72–76頁.
27. ↑  Shaban 1979，第118–120頁.
28. ↑  Blankinship 1994，第176–178頁.
29. ↑  Gibb 1923，第76–77頁.
30. ↑  Blankinship 1994，第178-179頁.
31. ↑  Blankinship 1989，第111–112頁.
32. ↑  Shaban 1979，第120頁.
33. ↑  Shaban 1979，第120–121頁.
34. ↑  Blankinship 1994，第178–179頁.
35. ↑  Blankinship 1994，第179–180頁.
36. ↑  Shaban 1979，第121頁.
37. ↑  Gibb 1923，第77–78頁.
38. ↑  Shaban 1979，第121–122頁.
39. 1 2  薛宗正 1992，第682頁
40. 1 2 3 4  王小甫 1992，第171-173頁
41. ↑  Blankinship 1989，第126–128頁.
42. ↑  Gibb 1923，第80–81頁.
43. ↑  Shaban 1979，第122–123頁.
44. ↑  Blankinship 1989，第125–126頁.
45. ↑  Blankinship 1989，第131–139頁.
46. ↑  Gibb 1923，第81–83頁.
47. ↑  Shaban 1979，第124頁.
48. ↑  季羡林 2000，第126頁
49. ↑  Blankinship 1989，第139–147頁.
50. ↑  Gibb 1923，第83–84頁.
51. ↑  Shaban 1979，第125–126頁.
52. 1 2  Blankinship 1989，第162–164頁.
53. ↑  Shaban 1979，第126頁.
54. 1 2  Blankinship 1994，第182頁.
55. ↑  Shaban 1979，第127頁.
56. ↑   . 维基文库. 中華書局 （中文）.
57. ↑  Gibb 1923，第84–85頁.
58. ↑  Gibb 1923，第88–89頁.
59. ↑  Gibb 1923，第89–98頁.